# Jardín del Fenal
Jardín del Fenal es una finca privada. Fue creado en las dos primeras décadas del siglo XX Por iniciativa de Maximiano Santiago Prieto en la localidad de Muelas de los Caballeros.

## Historia
En el Jardín del Fenal, de Muelas de los Caballeros, hubo un Centro de la Biodiversidad Agrícola y Forestal, que tenía el Centro de Interpretación en la rehabilitada "casa del guarda". Actualmente ya no existe.
En esta finca, de propiedad particular, se encuentran especies vegetales de más de 70 familias, 280 géneros y 500 especies.
El jardín fue creado entre los años 1900 y 1920 por un hombre natural del pueblo, Maximiano Santiago Prieto (1875-1926). En sus viajes tanto por España como por el extranjero, traía especies arbóreas de los lugares que visitaba y los plantaba en esta finca.
El recinto que está circundado por un muro, comprende un espacio de unos 12 000 metros cuadrados.
A pesar de ser una finca particular, se han permitido las visitas, lo que ha supuesto un deterioro del enclave. Por lo tanto, se ruega el máximo respeto al entorno para no contribuir a este deterioro. Para lograr el mínimo deterioro es importante no salirse de los senderos marcados y respetar la vegetación.
- Datos: Q27966607